# Partido de Promoción de la Unificación de China
El Partido de Promoción de la Unificación de China,(中華統一促進黨T, Zhōnghuá Tǒngyī Cùjìn DǎngP)  también conocido como Partido Unionista,(統促黨T, Tǒng Cù DǎngP) es un partido político de ultraderecha y etnonacionalista en la República de China que promueve la unificación china.

## Historia

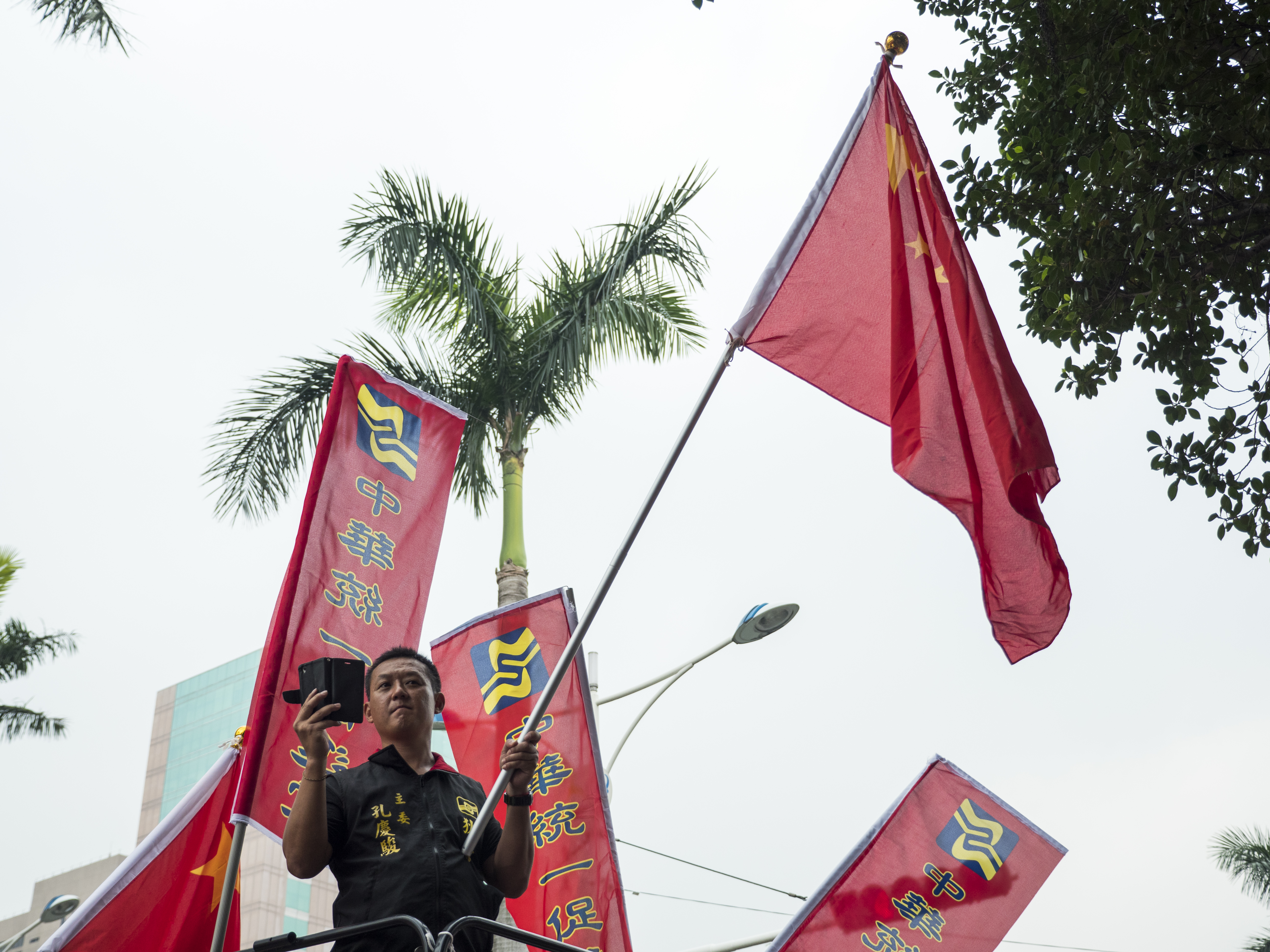
Manifestación organizada por el Partido Promoción de la Unificación de China

El 9 de mayo de 2004, Chang An-lo estableció la ONG "Defending China's Great Alliance" en Guangzhou, China, con la ayuda de la tríada Bamboo Union (de la que anteriormente fue líder). Luego, Chang ayudó a registrar la sucursal de Taiwán de su organización como partido político el 9 de septiembre de 2005, bajo el nombre de "Partido de Promoción de la Unificación China".
En 2017, el partido afirmó tener más de 30.000 miembros, muchos de los cuales fueron acusados por las autoridades de tener vínculos con el crimen organizado, algo que el propio Chang no niega. Otras fuentes han estimado que su membresía es de aproximadamente 60.000 personas.

## Controversias
La controversia sobre el Partido Promoción de la Unificación de China gira principalmente en torno a su posición pro-comunista, intimidando a activistas prodemocracia de Hong Kong y a los líderes de la Coalición Pan-Verde en la RdeC, utilizando los antecedentes de la tríada de sus miembros.

### Ataque a Lam Wing-kee
Lam Wing-kee, propietario de Causeway Bay Books, anunció en septiembre de 2019 que planeaba reabrir la tienda en Taiwán. La tienda se centra en la historia, la economía social y otros libros relacionados con la cultura de Hong Kong, Taiwán y China continental. La tienda publica obras de creadores disidentes y sirve como base de conexión y asistencia mutua para personas de Taiwán y Hong Kong, dedicadas a preservar la cultura de Hong Kong y promover el libre intercambio de ideas y cultura.
El 21 de abril de 2020, hombres no identificados salpicaron a Lam con pintura mientras cenaba en un café. El Consejo de Asuntos Continentales publicó en Facebook afirmando que Taiwán es un país democrático y no puede tolerar tales comportamientos. Un autoproclamado miembro del Partido Unionista dejó un mensaje debajo de la publicación que decía: "Esta es sólo nuestra primera advertencia para ti, [te] mataremos en cuestión de minutos" (這只是我們對你的第一次警告，搞死你分鐘的事). El Partido Nuevo Poder respondió al incidente instando al gobierno de Taiwán a disolver y prohibir el Partido Unionista. También se refirieron a las agresiones anteriores contra Joshua Wong, Denise Ho y otros demócratas de Hong Kong llevadas a cabo por miembros del Partido Unionista, y criticaron al gobierno por su inacción.